# Sofanet
Sofanet (en llatí Sophaenetus, en grec antic Σοφαίνετος) fou un militar nadiu d'Estimfal a Arcàdia, comandant d'un miler dels mercenaris al servei de Cir el Jove en l'anomenada Expedició dels deu mil, l'any 401 aC.
Després de la traïció en la que Clearc d'Esparta i quatre generals més van ser capturats i executats, Sofanet i Cleanor d'Orcomen van ser comissionats per trobar-se amb Arieu i rebre informació dels fets. Quan el cos principal dels grecs va arribar a la frontera occidental armènia, va fer atacar a Tiribazos en un congost on els esperava per interceptar el seu pas, restant ell mateix comandant les tropes que van quedar al campament.
Quan van arribar a Trebisonda, Filesi i Sofanet eren els generals més antics i van agafar el comandament dels vaixells que van portar als homes de més de quaranta anys, i les dones i els nens a Cerasus i la resta va viatjar per terra. En arribar a Cotiora es va fer una investigació per algunes irregularitats detectades i Filesi, Xanticles i Sofanet van ser multats per haver realitzat la supervisió de forma negligent.
Apareix mencionat per Xenofont per darrera vegada en un enfrontament entre els mercenaris d'un costat i els bitinis i les forces de Farnabazos II de l'altra, quan va donar la seva opinió contrària a passar un gual que van trobar en la seva marxa.